# MAKOTO (映画)
『MAKOTO』（まこと）は、2005年の日本映画で、郷田マモラによる同名の漫画『MAKOTO』の映画化作品。ジャンルはオカルト・ミステリー。
また、『踊る大捜査線』シリーズなどで有名な人気脚本家・君塚良一の初監督作品である。
上映時間115分。2005年2月19日日本公開。配給は松竹。DVD 「MAKOTO」2005年9月7日発売。バップ。

## ストーリー
監察医 真言(東山紀之)は、想いを残して死んだ人の霊が見える能力を持っていた。その職業柄、真言は多くの変死体と対面し、その霊を見ることになる。そして、彼は霊の想いを探し出し、変死事件を解決していく。

## スタッフ
- 監督・脚本：君塚良一
- 原作：郷田マモラ
- 製作指揮：平井文宏
- 製作者：奥田誠治、神野智
- 企画：佐藤敦
- 撮影：林淳一郎
- 編集：菊池純一
- 音楽：川井憲次、河口恭吾
- プロデューサー：水田伸生、下田淳行
- 制作協力：ツインズジャパン
- 配給：松竹
- 製作：『MAKOTO』製作委員会（日本テレビ放送網、バップ、讀賣テレビ放送、読売新聞、日本出版販売、ぴあ、カルチュア・パブリッシャーズ、松竹、ツインズジャパン）

## キャスト
- 白川真言：東山紀之
- 白川絵梨：和久井映見
- 四条優：哀川翔
- 中江桃子：室井滋
- 坂下久美：ベッキー
- 橋本京平：別所哲也
- 橋本の妹：三輪ひとみ
- 高見の妻：りりィ
- 野田泉：河合美智子
- 村山純一：佐野史郎
- 桂田文江：中島啓江
- ギャラリーオーナー：小堺一機
- 高見耕一：武田鉄矢